# Aimar Oroz
Aimar Oroz Huarte (Pamplona, 27 novembre 2001) è un calciatore spagnolo, centrocampista dell'Osasuna.

## Caratteristiche tecniche
Ricopre il ruolo di trequartista, posizione in cui può esaltare le sue qualità tecniche palla al piede e nel fornire assist per i compagni.

## Carriera

### Club
Osasuna
Cresciuto nel settore giovanile dell'Osasuna dove indossa la fascia da capitano, ha esordito in prima squadra il 31 maggio 2019, in occasione dell'incontro di Segunda División vinto per 2-3 contro il Córdoba. Con il club navarro contribuisce alla vittoria del campionato e al ritorno in massima serie. 
Il 19 luglio 2020, fa il suo esordio nella Primera División, disputando l'incontro pareggiato per 2-2 contro il Maiorca. Il 12 agosto 2022, realizza il suo primo gol con la squadra e, di conseguenza, anche nella massima divisione spagnola, nell'incontro vinto per 2-1 contro il Siviglia. Il 4 settembre successivo segna un goal nella vittoria contro il Rayo Vallecano per 2-1. Il 14 gennaio 2023 segna il goal vittoria contro il Mallorca.
Il 27 agosto 2023 segna il goal del vantaggio su rigore in trasferta contro il Valencia. Il 19 maggio 2024 segna una rete nella vittoria storica in trasferta contro l'Atletico Madrid sul risultato di 1-4. Il 2 marzo 2025 realizza la sua prima doppietta nel pareggio contro il Valencia per 3-3.

### Nazionale
Ha giocato nella nazionale spagnola Under-21, con la quale nel 2023 è stato finalista perdente agli Europei di categoria.
Nel 2024 ha vinto la medaglia d'oro ai Giochi Olimpici di Parigi.

## Statistiche

### Presenze e reti nei club
Statistiche aggiornate al 14 settembre 2024.
| Stagione         | Squadra          | Campionato       | Campionato | Campionato | Coppe nazionali | Coppe nazionali | Coppe nazionali | Coppe continentali | Coppe continentali | Coppe continentali | Altre coppe | Altre coppe | Altre coppe | Totale | Totale |
| Stagione         | Squadra          | Comp             | Pres       | Reti       | Comp            | Pres            | Reti            | Comp               | Pres               | Reti               | Comp        | Pres        | Reti        | Pres   | Reti   |
| ---------------- | ---------------- | ---------------- | ---------- | ---------- | --------------- | --------------- | --------------- | ------------------ | ------------------ | ------------------ | ----------- | ----------- | ----------- | ------ | ------ |
| 2018-2019        | Osasuna B        | TD               | 19         | 0          |                 | -               | -               |                    | -                  | -                  |             | -           | -           | 19     | 0      |
| 2019-2020        | Osasuna B        | SDB              | 21         | 1          |                 | -               | -               |                    | -                  | -                  |             | -           | -           | 21     | 1      |
| 2020-2021        | Osasuna B        | SDB              | 24         | 2          |                 | -               | -               |                    | -                  | -                  |             | -           | -           | 24     | 2      |
| 2021-2022        | Osasuna B        | SF               | 32         | 11         |                 | -               | -               |                    | -                  | -                  |             | -           | -           | 32     | 11     |
| Totale Osasuna B | Totale Osasuna B | Totale Osasuna B | 96         | 14         |                 | -               | -               |                    | -                  | -                  |             | -           | -           | 96     | 14     |
| 2018-2019        | Osasuna          | SD               | 1          | 0          | CR              | -               | -               |                    | -                  | -                  |             | -           | -           | 1      | 0      |
| 2019-2020        | Osasuna          | PD               | 1          | 0          | CR              | 0               | 0               |                    | -                  | -                  |             | -           | -           | 1      | 0      |
| 2020-2021        | Osasuna          | PD               | 0          | 0          | CR              | 2               | 0               |                    | -                  | -                  |             | -           | -           | 2      | 0      |
| 2021-2022        | Osasuna          | PD               | 0          | 0          | CR              | 0               | 0               |                    | -                  | -                  |             | -           | -           | 0      | 0      |
| 2022-2023        | Osasuna          | PD               | 31         | 3          | CR              | 7               | 0               |                    | -                  | -                  |             | -           | -           | 38     | 3      |
| 2023-2024        | Osasuna          | PD               | 33         | 2          | CR              | 2               | 0               | UECL               | 2                  | 0                  | SS          | 1           | 0           | 38     | 2      |
| 2024-2025        | Osasuna          | PD               | 4          | 0          | CR              | 0               | 0               |                    | -                  | -                  |             | -           | -           | 4      | 0      |
| Totale Osasuna   | Totale Osasuna   |                  | 70         | 5          | CR              | 11              | 0               | UECL               | 2                  | 0                  | SS          | 1           | 0           | 84     | 5      |
| Totale carriera  | Totale carriera  | Totale carriera  | 166        | 19         | CR              | 11              | 0               | UECL               | 2                  | 0                  | SS          | 1           | 0           | 180    | 19     |

## Palmarès

### Club

#### Competizioni nazionali
- Segunda División: 1

Osasuna: 2018-2019

### Nazionale
- Oro olimpico: 1

Parigi 2024